# Paul Probst
Paul Probst (15 mei 1869 - 9 september 1945) was een Zwitsers schutter. Hij nam deel aan de Olympische Zomerspelen van 1900 en behaalde hierbij een gouden medaille.

## Biografie
Friedrich Lüthi nam deel aan de Olympische Zomerspelen van 1900, en meer bepaald aan de schietsportonderdelen op deze Spelen. Samen met Karl Röderer, Konrad Stäheli, Louis-Marcel Richardet en Friedrich Lüthi behaalde hij hierbij een gouden medaille in de ploegencompetitie van het schieten met een militair geweer op een afstand van 50 meter. Individueel behaalde hij op dit nummer de negende plaats. Zijn landgenoten Röderer en Stäheli behaalden toen de gouden en bronzen medaille.